# Ивона Јевтић
Ивона Јевтић (Београд, 21. мај 1977) српски је филолог. Тренутни је директор Музеја Николе Тесле.

## Биографија
Након завршене средње школе, XV београдске гимназије (природно-математички смер), дипломирала је на Филолошком факултету у Београду, смер Српски језик и књижевност.
Од 2014. до 2016. године, обавља функцију директора Културног центра Београда.
Од 2016. до 2018. године, налази се на функцији секретара за културу Града Београда. Тада руководи 31 установом културе и два јавна предузећа (Сава центар и Београдска тврђава) и на челу је 11 манифестација од изузетног значаја за Град Београд. Била је председница 45. међународног филмског фестивала ФЕСТ 2017.
Била је члан одбора и савета чији је оснивач Град Београд, као што су: Одбор Октобарског салона, Одбор за прославу Дана Београда, Одбор Дани Београда у Минску, Москви, Мароку, Техерану.
Од 2018. године, директор је Музеја Николе Тесле у Београду.
Од 2019. године члан је Одбора манифестације од великог значаја за Град Београд – Белеф.
Од 2023. године члан је Савета Филолошког факултета у Београду и члан одбора Филмског фестивала у Сопоту "Софест".
Добитница је неколико награда и признања.